# داون‌تاون پورتلند (اورگن)
داون‌تاون پورتلند (انگلیسی: Downtown Portland, Oregon) یک ناحیه تجاری مرکزی در پورتلند، اورگن، ایالات متحده است. این منطقه در ساحل غربی رودخانه ویلامت در شمال شرقی بخش جنوب غربی شهر قرار دارد و بیشتر آسمان‌خراشهای شهر در این منطقه می‌باشند.